# Rambah Samo (plaats)
Rambah Samo is een bestuurslaag in het regentschap Rokan Hulu van de provincie Riau, Indonesië. Rambah Samo telt 2278 inwoners (volkstelling 2010).